# أكونتس هوليداي: هيدين ميموريز
أكونتس هيولداي: هيدين ميموريز، هي لعبة فيديو يابانية من نوع استكشاف الكائنات البحرية، تم تطويرها من ستوديو آرت دينك، ونشرها سوني كمبيوتر إنترتنمنت، صدرت اللعبة في الأسواق اليابانية سنة 2008، وتعمل حصراً لمنصة بلاي ستيشن 3، وتدعم باللغتين اليابانية والإنجليزية.